# Tmesisternus quadriplagiatus
Tmesisternus quadriplagiatus là một loài bọ cánh cứng trong họ Cerambycidae.